# Abbazia territoriale di Santa Maria di Grottaferrata

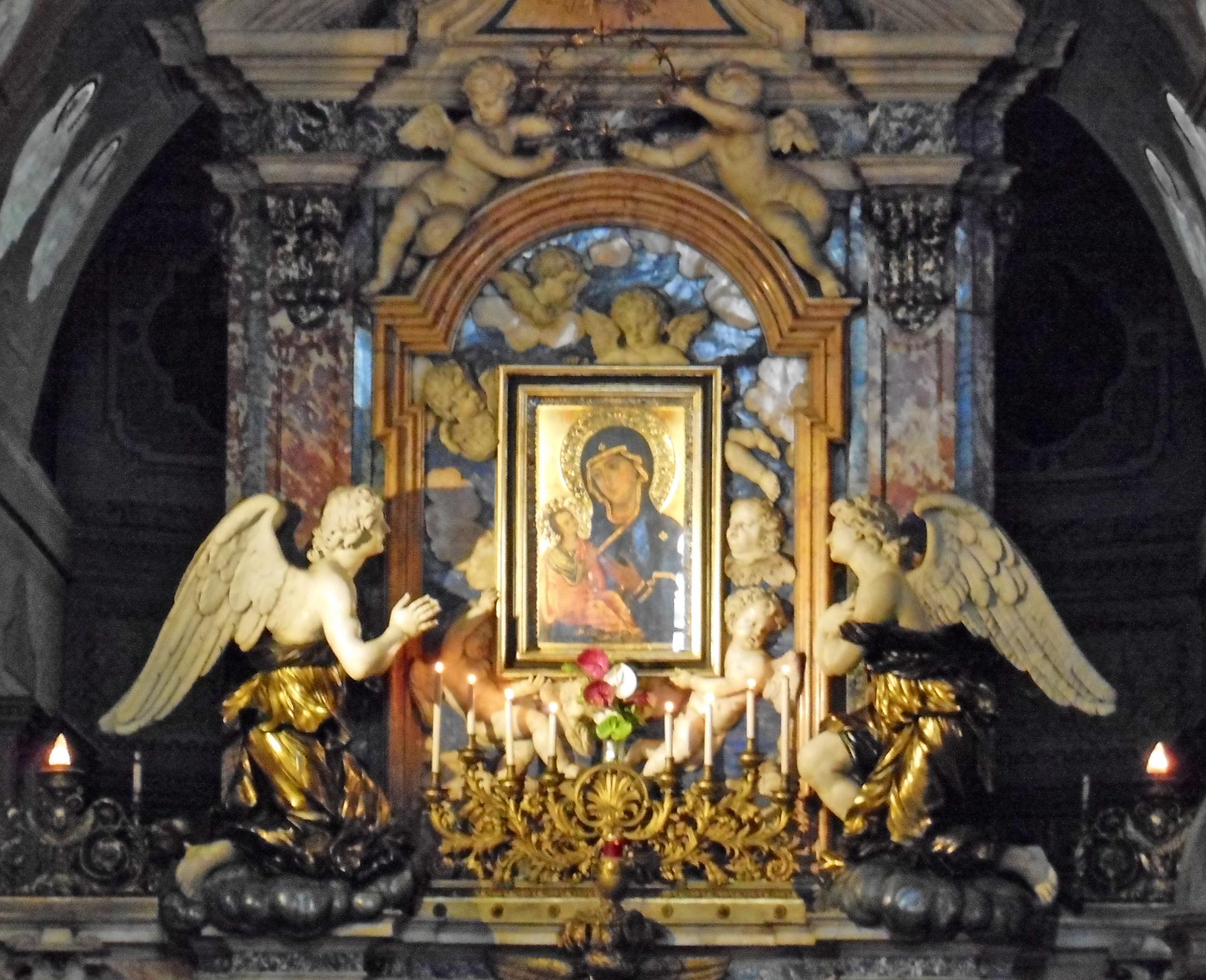
Interno della chiesa, particolare dell'iconostasi con l'icona della Madre di Dio (Theotókos)

L'abbazia territoriale di Santa Maria di Grottaferrata (in latino Abbatia territorialis B. Mariae Cryptaeferratae), conosciuta anche con il nome di Abbazia greca di San Nilo, è una sede della Chiesa bizantina cattolica in Italia appartenente alla regione ecclesiastica Lazio. Nel 2023 contava 9 battezzati su 9 abitanti. La sede è vacante. 
I monaci del Monastero esarchico, formanti la Congregazione d'Italia dei monaci basiliani (O.S.B.I.), sono provenienti maggiormente dalle comunità italo-albanesi e praticano liturgia e tradizione secondo il rito bizantino. Attualmente l'Abbazia di Grottaferrata è l'ultimo dei numerosi monasteri bizantini che nel Medioevo erano diffusi in tutta l’Italia meridionale e nella stessa capitale romana. Costituisce inoltre un unicum in quanto, fondato cinquanta anni prima dello scisma che portò alla separazione delle Chiese di Roma e Costantinopoli, è sempre stato in comunione con il Vescovo di Roma, pur conservando il rito bizantino-greco e la tradizione monastica orientale delle origini.

## Territorio
L'abbazia territoriale comprende la sola abbazia di Grottaferrata e la chiesa abbaziale, dedicata a Santa Maria delle Grazie, è l'unica parrocchia.
Nel territorio sono presenti ordini religiosi che professano il rito bizantino, quali: la congregazione delle suore basiliane figlie di Santa Macrina e l'ordine basiliano.

## Stemma
Lo stemma dell'abbazia di Santa Maria di Grottaferrata è un giovenca con le lettere ON: l'animale probabilmente fa riferimento alla tradizionale leggenda per cui Federico II di Svevia, nel saccheggiare l'abbazia nel 1241, avrebbe portato via un pregiato gruppo bronzeo attribuito allo scultore greco Mirone raffigurante un uomo ed una giovenca.

## Storia
È stata fondata nel 1004 da san Nilo da Rossano a cui è dedicata, cinquant'anni prima dello scisma fra la Chiesa cattolica e ortodossa.
L'abate Nilo, nato nella Calabria bizantina e quindi greco di origine e di rito, fondatore di vari monasteri, decise di fondare un monastero sui colli di Tuscolo, sui ruderi di una grande villa romana, dove secondo la tradizione gli era apparsa la Madonna.
L'abbazia non venne vista compiuta da san Nilo da Rossano, poiché questi morì a Tusculum l'anno successivo al suo arrivo nell'attuale zona di Grottaferrata. I lavori vennero terminati sotto il controllo di san Bartolomeo, cofondatore dell'abbazia. Le reliquie di Bartolomeo si dovrebbero ancora trovare nell'abbazia, anche se non sono state ritrovate assieme a quelle di Nilo.
I primi archimandriti dell'abbazia dopo san Nilo, che non fu mai egumeno, furono Paolo, Cirillo e san Bartolomeo il Giovane: sotto la loro guida l'abbazia si arricchì di decorazioni, di ricchezze e di possedimenti: in breve, da Grottaferrata dipesero ventidue chiese succursali sparse in tutta l'Italia centro-meridionale. Solo pochi anni dopo la sua fondazione, il monastero ospitava già circa 200 monaci basiliani, e le continue donazioni portarono l'archimandrita a controllare territori vastissimi in Lazio e nel Sud Italia: i feudi campani di Rofrano nella diocesi di Policastro e di Conca della Campania nella diocesi di Caserta, i castelli laziali di Castel de' Paolis nella diocesi suburbicaria di Albano e di Borghetto di Grottaferrata nella diocesi suburbicaria di Frascati, i casali calabresi di Cotrone, Ungolo e Baracala nell'arcidiocesi di Cosenza, le rettorìe di Diano attuale Teggiano e Saxano nella diocesi di Capaccio, le grangie di San Salvatore nella diocesi suburbicaria di Albano e di Colle Peschio nella diocesi suburbicaria di Velletri ed il monastero di Morbino nella diocesi di Venosa. L'abbazia inoltre ottenne da molti papi il riconoscimento della propria autonomia rispetto ai cardinali vescovi della diocesi suburbicaria di Frascati. Nel 1462 il cardinale Bessarione fu nominato primo abate commendatario dell'abbazia.

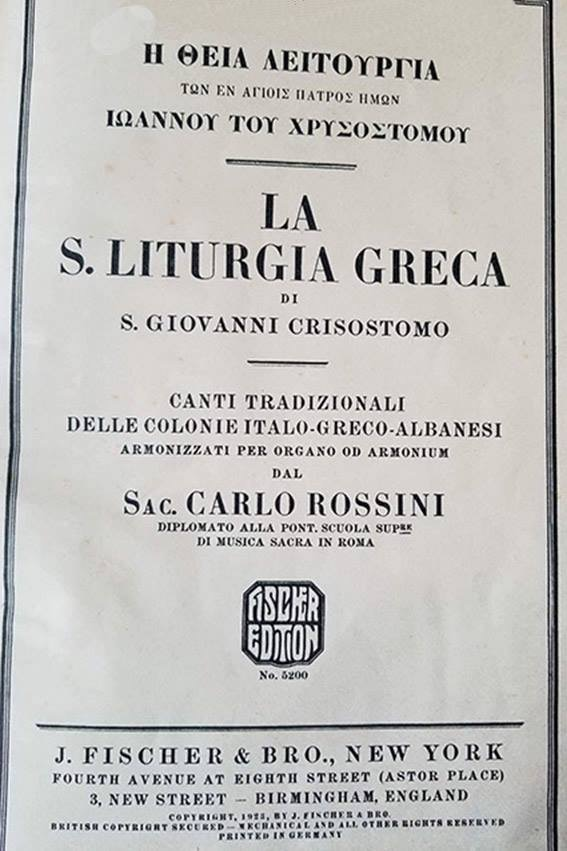
La santa liturgia greca di san Giovanni Crisostomo.

A partire dal XVII secolo, ma in particolare tra la fine del XVIII secolo e tutto XIX secolo, l'abbazia ha vissuto un momento decisivo di rifioritura spirituale, con molti monaci provenienti dalle colonie albanesi d'Italia, gli arbëreshë praticanti il rito orientale (dalle comunità di Sicilia e Calabria). Questi monaci, nel solco della fede orientale, hanno mantenuto vivo il rito bizantino, sopprimendo il pericolo nell'ormai secolare tracollo rituale. I monaci italo-albanesi sostituirono la vecchia guardia latina e latinizzante che aveva preso ampio spazio a Grottaferrata, contribuendo alla rinascita della Badia e diventando notevoli paleografi, liturgisti e musicologi, nonché tra i principali albanologi e bizantinisti del periodo.

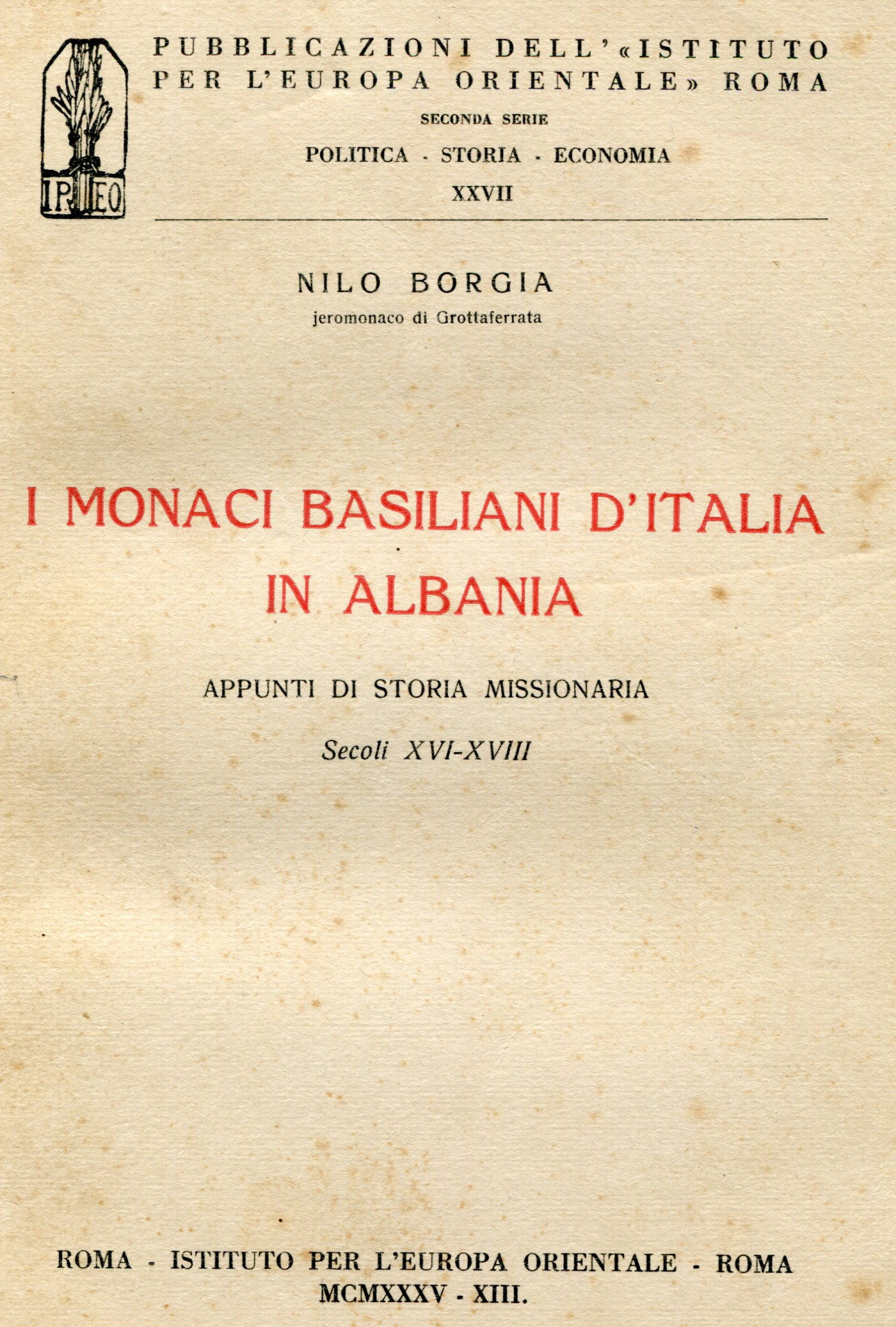
P. Nilo Borgia, I monaci Basiliani d'italia in Albania, Roma, 1935-1943.

Molti dei suoi più illustri monaci, jeromonaci e archimandriti sono italo-albanesi: Lorenzo Tardo, Sofronio Gassisi, Cosma Buccola, Bartolomeo Di Salvo, Gregorio Stassi, Paolo Matranga, Basilio Norcia, Nilo Borgia, Marco Petta, Nicola Cuccia dalla Sicilia albanese; Saba Abate, Teodoro Minisci, Stefano e Valerio Altimari, Nilo Somma, Emiliano Fabbricatore dalla Calabria albanese. Questi stessi monaci furono promotori di un attento ecumenismo tra Chiesa d'occidente e Chiesa d'oriente, con missioni di pace e ri-cristianizzazione di territori nei Balcani passati, durante la dominazione turca, all'Islam, in particolare in Albania. Gli effetti di questa missione, accolta generalmente in modo positivo dagli albanesi, aveva velocemente creato uno stretto ponte religioso e culturale tra le comunità albanesi d'Italia e d'Albania, con la rinascita della Chiesa cattolica bizantina albanese e l'ordinazione di diversi sacerdoti. Tra questi si distinse il martire e santo dell’Albania, che ha amato le comunità arbëreshë, Papàs Josif Papamihalli (1912-1948), testimone ed apostolo della fede cristiana orientale, perseguitato, arrestato, condannato ai lavori forzati e ucciso durante la dittatura comunista d'Albania. Egli si era formato nel pontificio Seminario italo-albanese “Benedetto XV” di Grottaferrata e, il 1 dicembre 1935, ordinato presbitero cattolico di rito bizantino-greco per la sua terra natia da mons. Giovanni Mele, vescovo di Lungro, nella chiesa di S. Atanasio a Roma. 

Francobollo commemorativo italiano a ricordo della fondazione dell'abbazia e della morte del santo fondatore

La Santa Sede ha elevato a monastero esarchico il cenobio di Grottaferrata nell'anno 1937, aggiungendola come terza circoscrizione dalla Chiesa bizantina cattolica in Italia insieme alle già presenti eparchie di Lungro e Piana degli Albanesi, raggiungendo così, grazie alla presenza nella badia di monaci provenienti da famiglie delle comunità albanesi d'Italia, la piena osservanza del rito bizantino.
Nel 2004 è ricorso il millenario della fondazione dell'abbazia di Santa Maria di Grottaferrata: per l'evento sono stati organizzati numerosi eventi, la Città del Vaticano ha emesso una cartolina postale speciale e Poste Italiane ha diffuso un francobollo ed un annullo speciale figurato dedicati a san Nilo da Rossano ed all'abbazia.

## Cronotassi degli archimandriti
Si omettono i periodi di sede vacante non superiori ai 2 anni o non storicamente accertati.
- Isidoro Croce, O.S.B.I. † (18 dicembre 1937 - 1960 dimesso)
- Teodoro Minisci, O.S.B.I. † (23 luglio 1960 - 18 gennaio 1972 dimesso)
- Paolo Giannini, O.S.B.I. † (1º agosto 1972 - 1992 dimesso)
- Marco Petta, O.S.B.I. † (10 agosto 1994 - 2000 ritirato)
- Emiliano Fabbricatore, O.S.B.I. † (31 gennaio 2000 - 4 novembre 2013 ritirato)
  - Sede vacante (dal 2013)
  - Marcello Semeraro[1], dal 4 novembre 2013 (amministratore apostolico)

## Santi

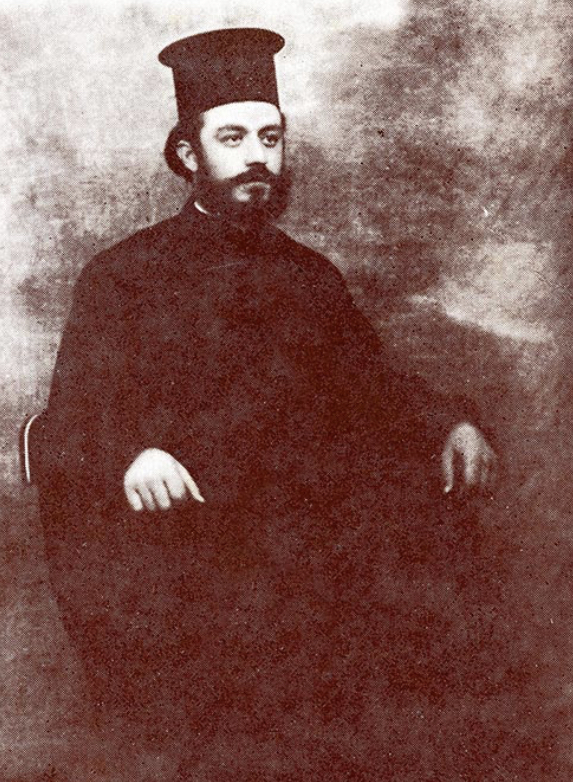
Il Beato Papàs Josif Papamihali (1912 – 1948)

### Patroni
- Nilo da Rossano è il patrono dell'abbazia; San Bartolomeo il Giovane, cofondatore di Grottaferrata, è molto venerato. Santa Maria delle Grazie è la titolare della chiesa abbaziale.

### Venerabili, beati e santi dell'abbazia
- Venerabile madre Macrina Raparelli (1893-1970), basiliana, cofondatrice con padre Nilo Borgia della congregazione delle Suore basiliane figlie di Santa Macrina[17].
- Beato papàs Josif Papamihali (1912-1948), martire della Chiesa greco-cattolica albanese legato all'abbazia[18][19].

## Statistiche
L'abbazia territoriale nel 2023 su una popolazione di 9 persone contava 9 battezzati, corrispondenti al 100,0% del totale.
| anno | popolazione | popolazione | popolazione | presbiteri | presbiteri | presbiteri | presbiteri                | diaconi | religiosi | religiosi | parrocchie |
| anno | battezzati  | totale      | %           | numero     | secolari   | regolari   | battezzati per presbitero | diaconi | uomini    | donne     | parrocchie |
| ---- | ----------- | ----------- | ----------- | ---------- | ---------- | ---------- | ------------------------- | ------- | --------- | --------- | ---------- |
| 1948 | 95          | 95          | 100,0       | 17         |            | 17         | 5                         |         | 34        |           | 1          |
| 1970 | 85          | 85          | 100,0       | 18         |            | 18         | 4                         |         | 30        | 7         | 1          |
| 1980 | 103         | 103         | 100,0       | 27         |            | 27         | 3                         |         | 42        | 9         | 1          |
| 1990 | 95          | 102         | 93,1        | 25         |            | 25         | 3                         |         | 39        | 9         | 1          |
| 1999 | 98          | 98          | 100,0       | 15         |            | 15         | 6                         |         | 25        | 5         | 1          |
| 2000 | 98          | 98          | 100,0       | 15         |            | 15         | 6                         |         | 25        | 5         | 1          |
| 2001 | 98          | 98          | 100,0       | 15         |            | 15         | 6                         |         | 25        | 5         | 1          |
| 2002 | 98          | 98          | 100,0       | 15         |            | 15         | 6                         |         | 25        | 5         | 1          |
| 2003 | 98          | 98          | 100,0       | 15         |            | 15         | 6                         |         | 25        | 5         | 1          |
| 2004 | 98          | 98          | 100,0       | 15         |            | 15         | 6                         |         | 25        | 5         | 1          |
| 2009 | 87          | 87          | 100,0       | 10         |            | 10         | 8                         |         | 15        | 4         | 1          |
| 2013 | 12          | 12          | 100,0       | 8          |            | 8          | 1                         | 1       | 10        | 3         | 1          |
| 2016 | 12          | 12          | 100,0       | 9          |            | 9          | 1                         | 1       | 9         | 3         | 1          |
| 2019 | 6           | 6           | 100,0       | 6          |            | 6          | 1                         |         | 10        |           | 1          |
| 2021 | 9           | 9           | 100,0       | ?          |            | ?          | ?                         |         | ?         |           | 1          |
| 2023 | 9           | 9           | 100,0       | 4          |            | 4          | 2                         |         | 9         |           | 1          |

## Attività religiose, artistiche e culturali
Nei primi decenni del '900, oltre ad un'intensa vita spirituale, sono state ampie le attività culturali ed artistiche nella comunità del monastero.
Nel 1929 uscì la prima serie del "Bollettino della Badia greca di Grottaferrata", interrotta nel 1943 per le difficoltà belliche, ma il periodico riprendeva la pubblicazione nel 1947 con un programma alquanto diverso ed una nuova veste tipografica. Nello stesso periodo si sviluppavano gli studi sulla musica bizantina con lo studioso bizantinista e interprete siculo-albanese P. Lorenzo Tardo, studi e manifestazioni proseguiti dal conterraneo P. Bartolomeo Di Salvo sino ai tempi più recenti.
Costituita ufficialmente nel 1937 la Chiesa italo-albanese, il Monastero esarchico di Grottaferrata ha accolto nel 1940 il sinodo intereparchiale fra le tre circoscrizioni ecclesiastiche italo-albanesi di rito greco-bizantino, geograficamente non vicine l'una dall'altra, ma unite nella comune tradizione bizantina nonché anche in quella etnica, per discutere comuni problemi ed impartire uniformi direttive disciplinari e liturgiche. Nello stesso anno l'Abbazia accolse una delegazione della Chiesa ortodossa albanese.
Nel 1968, cinquecentenario in memoria di Giorgio Castriota Scanderbeg, figura di spicco degli albanesi, dopo un incontro a Roma tra le tre sedi ecclesiali italo-albanesi, fu riconosciuta ufficialmente dai monaci basiliani la lingua albanese per la liturgia.
Dopo che il Papa nel 1994 ha dato il suo beneplacito al progetto, presentatogli dai tre ordinari delle eparchie di Lungro, mons. Ercole Lupinacci; Piana degli Albanesi, mons. Sotìr Ferrara; e del monastero esarchico di Santa Maria di Grottaferrata, archimandrita Emiliano Fabbricatore, nel 2004 - in concomitanza con il millennio del Monastero di Grottaferrata - si celebrò il secondo sinodo intereparchiale della Chiesa italo-albanese, in modo da fare il punto sulla situazione e di tracciare le linee dell'attività pastorale dopo il Concilio Vaticano II e la promulgazione, avvenuta nel 1990, del Codice dei canoni delle Chiese orientali.